# يوم النكبة 2011

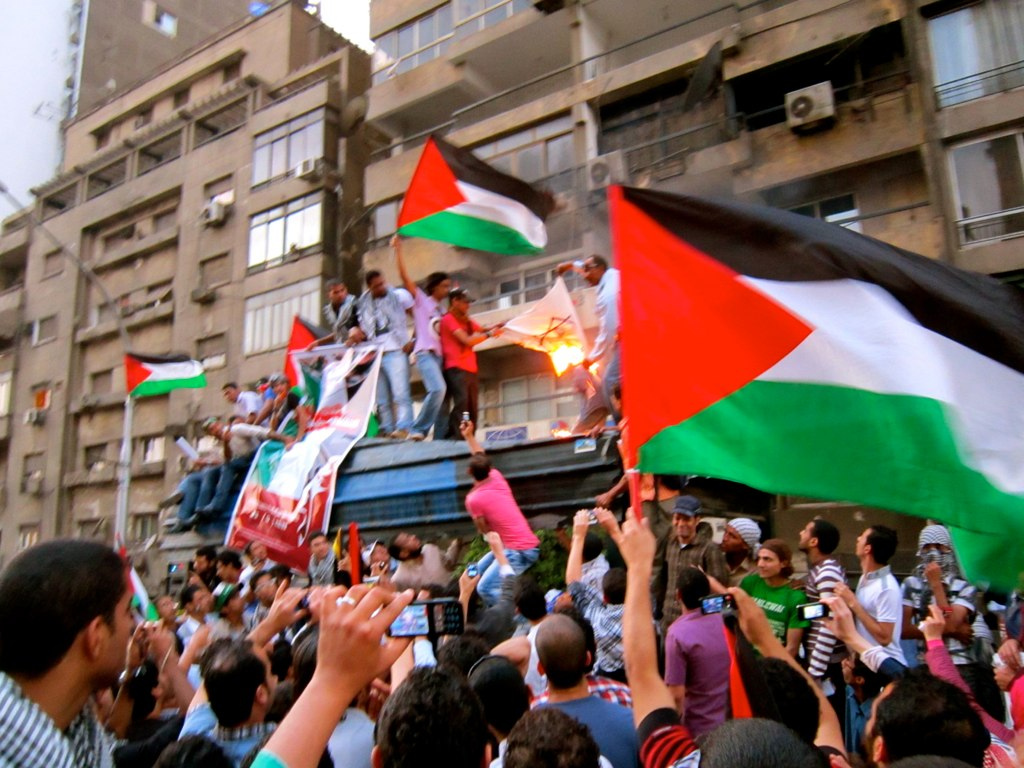
مصري يحرق العلم الإسرائيلي خلال مظاهرة يوم النكبة أمام السفارة الإسرائيلية بالقاهرة، 15 مايو 2011

يوم النكبة في عام 2011 هو اليوم السنوي لإحياء ذكرى الشعب الفلسطيني بمناسبة النكبة - والنزوح الذي صاحب إنشاء إسرائيل في عام 1948. وبصفة عامة في 15 مايو بدأت الأحداث التذكارية في عام 2011 في 10 مايو في شكل مسيرة من قبل المواطنون العرب الفلسطينيون في إسرائيل في يوم استقلال إسرائيل. في 13 أيار / مايو أسفرت الاشتباكات بين الشباب الذين رشقوا الحجارة وقوات الأمن الإسرائيلية في القدس الشرقية عن مقتل فلسطيني واحد واستمرت الاشتباكات هناك وفي أجزاء من الضفة الغربية في الأيام التالية.
في تطور غير مسبوق في 15 مايو سار آلاف الأشخاص معظمهم من اللاجئين الفلسطينيين من لبنان والضفة الغربية وقطاع غزة وسوريا باتجاه حدود وقف إطلاق النار مع إسرائيل. قُتل خمسة عشر فلسطينياً وأصيب المئات معظمهم من الذخيرة الحية بينما حاول الجيش الإسرائيلي كبحهم عبر الخط. كما أصيب العشرات من الإسرائيليين. تمكن أكثر من مائة متظاهر من سوريا من اختراق السور ودخول مرتفعات الجولان التي تحتلها إسرائيل ووصل واحد على الأقل إلى تل أبيب.
محاولات قوات الأمن المحلية أحبطت إلى حد كبير محاولات منظمي المسيرات في مصر والأردن للوصول إلى حدود بلديهم مع غزة وإسرائيل على التوالي. في مظاهرة حاشدة خارج السفارة الإسرائيلية في القاهرة استخدم الجيش المصري الغاز المسيل للدموع والنيران الحية لتفريق الحشد مما أسفر عن إصابة 353. وفي أحداث أخرى في تل أبيب قُتل رجل إسرائيلي وجُرح آخرون على يد سائق شاحنة عربي ادعى فقد السيطرة على سيارته لكن تشتبه في قيام الشرطة الإسرائيلية بتنفيذ ذلك عن قصد.
نظمت من خلال دعوات قام بها الفلسطينيون على فيس بوك وتم إعطاء مسيرات الحدود زخماً بالثورات والانتفاضات التي تحدث في العالم العربي. قالت الحكومتان الأمريكية والإسرائيلية إن المسيرات نسقتها الحكومتان الإيرانية والسورية لتحويل انتباه الجمهور عن الاضطرابات الداخلية.

## خلفية
النكبة مصطلح يستخدمه الفلسطينيون للإشارة إلى فقدان فلسطين والتشريد والتشتت الذي صاحب إنشاء إسرائيل في عام 1948. تم طرد أو هرب أكثر من 700,000 فلسطيني خلال حرب فلسطين عام 1948 ويبلغ عددهم وأحفادهم اليوم عدة ملايين مقسمين بين الأردن (2 مليون)، لبنان (427,057)، سوريا (477,700)، الضفة الغربية (788108) وقطاع غزة (1.1 مليون) مع ربع آخر من مليون فلسطيني مهجر داخلياً في إسرائيل.
يتم الاحتفال بيوم النكبة سنويًا بشكل عام في 15 مايو. وغالبًا ما تقام الاحتفالات بين المواطنين العرب الفلسطينيين في إسرائيل في يوم الاستقلال الإسرائيلي الذي يصادف يوم التقويم العبري وهو 5 أيام (في 2011، 10 مايو). في ذلك اليوم أقام عدة آلاف من الفلسطينيين النازحين داخلياً وأنصارهم «مسيرة العودة» السنوية الرابعة عشرة بين الدامون والرويس، وهما قريتان فلسطينيتان تم تهجيرهما خلال الهجرة الفلسطينية عام 1948 . احتفظ ما لا يقل عن 1000 عربي ويهودي بأول ذكرى للنكبة في يافا في 14 مايو للاحتجاج على «قانون النكبة» الذي أقره الكنيست الإسرائيلي في مارس. لم يحضر أعضاء الكنيست العرب الذين نظمهم أعضاء من حركات الشباب في يافا واللد الاحتجاج حيث هتف المتظاهرون بشعارات مؤيدة للفلسطينيين والعرب ومناهضة لإسرائيل ومنعت حركة المرور على طول الشارع الرئيسي في يافا.
تحسبا لأحداث يوم النكبة أغلق الجيش الإسرائيلي الضفة الغربية لمدة 24 ساعة ونشر أفواج الجيش الإسرائيلي وقوات شرطة الحدود. داخل إسرائيل أعدت الشرطة للاحتجاجات العربية واحتمال اندلاع أعمال عنف وقوات الأمن منتشرة في منطقة وادي عارة ذات الأغلبية العربية. وكان هناك وجود مكثف للشرطة في العديد من الأحياء العربية في القدس وشملت كلا من ضباط الشرطة والدرك منتظم شرطة الحدود.
تم تزويد القوات الإسرائيلية بمعدات مكافحة الشغب والسيطرة على الحشود ولم يُطلب منها استخدام النيران الحية إلا في الظروف القاسية. أوعزت القيادة السياسية الإسرائيلية للجيش الإسرائيلي بعدم المجازفة واتخاذ الاحتياطات الرئيسية. تم إصدار أوامر للجنود بعدم التدخل في المظاهرات السلمية مالم تستهدف الجنود أو المستوطنين أو البنية التحتية. وقال الجيش الإسرائيلي إنه يريد «جنازات صفرية» خلال المظاهرات. تم نشر كبار المسؤولين الميدانيين في كل قطاع من قطاعات العمليات لمراقبة الوضع والمساعدة في عملية صنع القرار. راقب القادة الإسرائيليون أيضاً ثرثرة الإنترنت ومواقع التواصل الاجتماعي للتعرف على مزاج الشارع الفلسطيني. كما تم تدريب ألوية الجيش الإسرائيلي على التعامل مع الاشتباكات بين الفلسطينيين والمستوطنين.

## المظاهرات الحدودية
نتيجة للانتفاضات والثورات التي تحدث في العالم العربي استخدم الفلسطينيون فيسبوك للدعوة إلى الاحتجاجات الجماهيرية في جميع أنحاء المنطقة في 15 مايو 2011 يوم النكبة. تم إنشاء صفحة «الانتفاضة الفلسطينية الثالثة»  على فيس بوك للدعوة إلى بدء مظاهرات ومسيرات في 15 مايو وحصلت على أكثر من 350,000 إعجاب قبل أن يزيلها مديرو فيس بوك في نهاية مارس بعد شكاوى من الحكومة الإسرائيلية وكذلك مجموعة مضادة طلبت مرارًا وتكرارًا من فيس بوك حظر الصفحة على أساس أنها تحرض على العنف. دعت الصفحة إلى تنظيم مسيرات جماعية إلى فلسطين من مصر ولبنان وسوريا والأردن لإحياء ذكرى النكبة والمطالبة بحق العودة لجميع اللاجئين الفلسطينيين.

### مصر

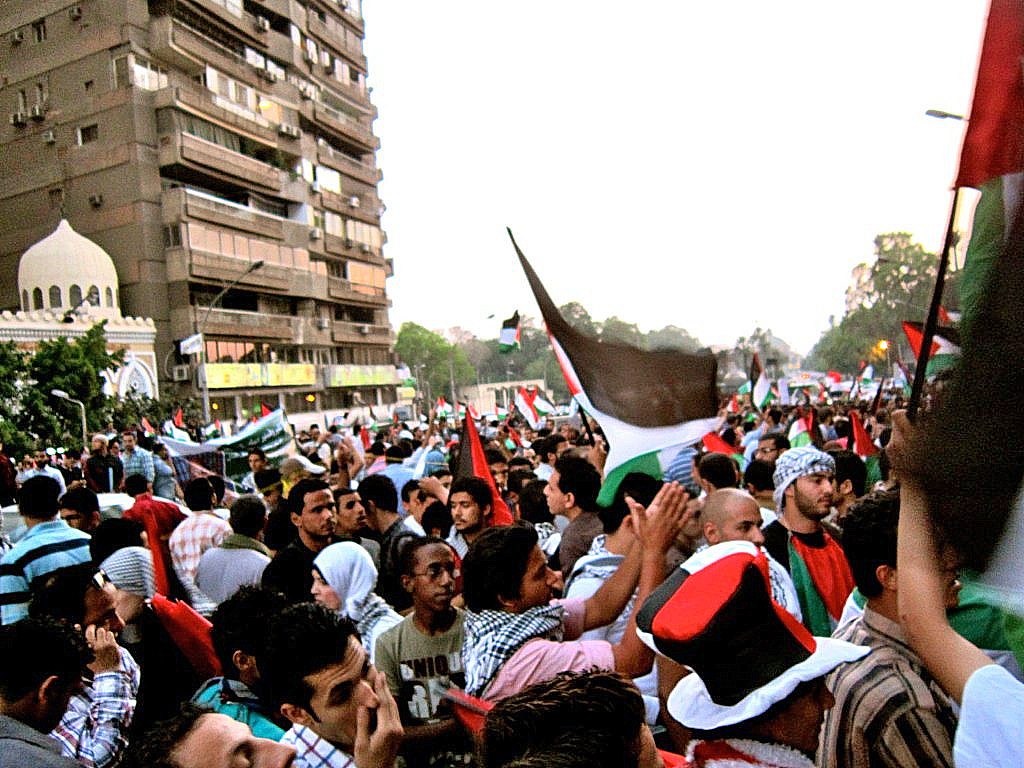
تجمع فلسطين الحر في القاهرة

كان المنظمون في مصر يستعدون لأسابيع لتنفيذ خطط المسيرة الجماهيرية على الحدود. بالإضافة إلى المطالبة بحق العودة للاجئين الفلسطينيين تمت إضافة عدة مطالب خاصة بمصر من قبل منظمي القاهرة بما في ذلك فتح حدود رفح بشكل دائم والإفراج عن جميع السجناء الفلسطينيين في السجون المصرية ووضع حد لتصدير الغاز المصري إلى إسرائيل وجميع «الاتفاقيات المهينة مع الدولة الصهيونية».
في يوم الجمعة (13 مايو) قبل يوم النكبة تظاهر الآلاف في ميدان التحرير في القاهرة تضامناً مع الفلسطينيين (والأقباط). يوم السبت كان الآلاف يخططون لشق طريقهم نحو معبر رفح مع قطاع غزة في قوافل من المقرر أن تغادر من القاهرة والإسكندرية والسويس ودمياط، شمال سيناء. الغربية، بني سويف، أسيوط، قنا وسوهاج. ومع ذلك فإن الأمر الصادر عن المجلس الأعلى للقوات المسلحة لشركات السياحة بعدم إرسال الحافلات إلى منظمي القافلة تركهم دون مواصلات كافية وتم إيقاف الحافلات القليلة التي تمكنوا من الحصول عليها من قبل الجيش. إن عرقلة وصول القوات المصرية إلى شبه جزيرة سيناء يعني أن حوالي 80 ناشطًا فقط تمكنوا من الوصول إلى الحدود مع رفح.
في السفارة الإسرائيلية بالقاهرة في 15 مايو تجمع الآلاف في مظاهرة. حاول الأفراد اقتحام المبنى لكن قوات الأمن المصرية فرقتهم باستخدام الغاز المسيل للدموع والنيران الحية. أصيب حوالي 353 محتجًا واعتقل 180. تم إطلاق النار على اثنين من الجرحى على الأقل في الرأس والصدر من قبل القوات المصرية واثنين على الأقل من المعتقلين كانوا معروفين بتغريداتهم خلال الثورة المصرية عام 2011 .

### إسرائيل
في 15 مايو تجمع حوالي 25 طالبًا عربيًا إسرائيليًا بالقرب من أفيفيم إلى جانب الحدود مع لبنان للاحتفال بيوم النكبة. أمرتهم الشرطة الإسرائيلية بمغادرة المنطقة. وسألت محامية بين المتظاهرين عن السبب وقُبض عليها من قبل الشرطة الإسرائيلية. قال المتظاهرون إنهم لم يتمكنوا من المغادرة على الفور لأنهم كانوا ينتظرون وصول حافلتهم وأنهم تعرضوا للهجوم من قبل قوات الأمن التي أطلقت الغاز المسيل للدموع. وقالت السلطات الإسرائيلية إن الجماعة ليس لديها تصريح للاحتجاج وأن المنطقة قد أعلنت منطقة عسكرية مغلقة بسبب الاضطرابات الحدودية المتصاعدة. وقال بيان للشرطة عندما رفضوا المغادرة استخدمت القوة المعقولة لإخلائهم وتم اعتقال ثمانية أشخاص.

### الأردن
في الأردن حاول 200 طالب فلسطيني التوجه نحو الحدود الإسرائيلية لكن قوات الأمن الأردنية أوقفتهم. أصيب ستة أشخاص. كانوا جزءًا من مجموعة أكبر تضم 500 شخص تم إيقافهم عند جسر الملك حسين. وقالت السلطات الأردنية إن ما مجموعه 25 شخصًا أصيبوا بينهم 11 من رجال الشرطة. أدانت الذراع السياسية لجماعة الإخوان المسلمين في الأردن جبهة العمل الإسلامي تصرفات الشرطة التي وصفوها بأنها «مروعة» قائلة: «نحن ندين الهجوم الذي يعد جزءًا من سياسات الحكومة لفرض إرادتها على الناس ونحن نطالب وضع حد لهذه السياسات التي أضرت صورة الأردن».

### لبنان
في لبنان نظم النشطاء حدثًا على سطح جبل في قرية مارون الراس الذي يطل على الحدود مع إسرائيل. حضر حوالي 30,000 شخص بمن فيهم اللاجئون الفلسطينيون من مختلف مخيمات اللاجئين الفلسطينيين في جميع أنحاء لبنان. بعد المشي أعلى الجبل إلى موقع الاحتجاج قرر الكثيرون النزول إلى الجانب الآخر واستمروا في اتجاه الحدود. أطلق جنود الجيش اللبناني النار في الهواء في محاولة فاشلة لردعهم. عبروا حقل ألغام وضعته إسرائيل خلال حرب لبنان عام 2006 ووصلوا إلى السياج الحدودي ورشقوا الحجارة عليه مرددين حقهم في العودة. قُتل أحد عشر لاجئًا فلسطينيًا وأصيب 100 آخرون بنيران أعيرة نارية قبل انسحاب المحتجين. ذكرت وسائل الإعلام أن الجيش الإسرائيلي أطلق النار على المتظاهرين. قال الجيش الإسرائيلي إن معظم القتلى قد أطلقوا النار على أيدي القوات المسلحة اللبنانية وأن لديهم شريط فيديو يثبت ذلك لكنه لن ينشره على أساس أنه قد يسبب إحراجًا للجيش اللبناني.

### الأراضي الفلسطينية

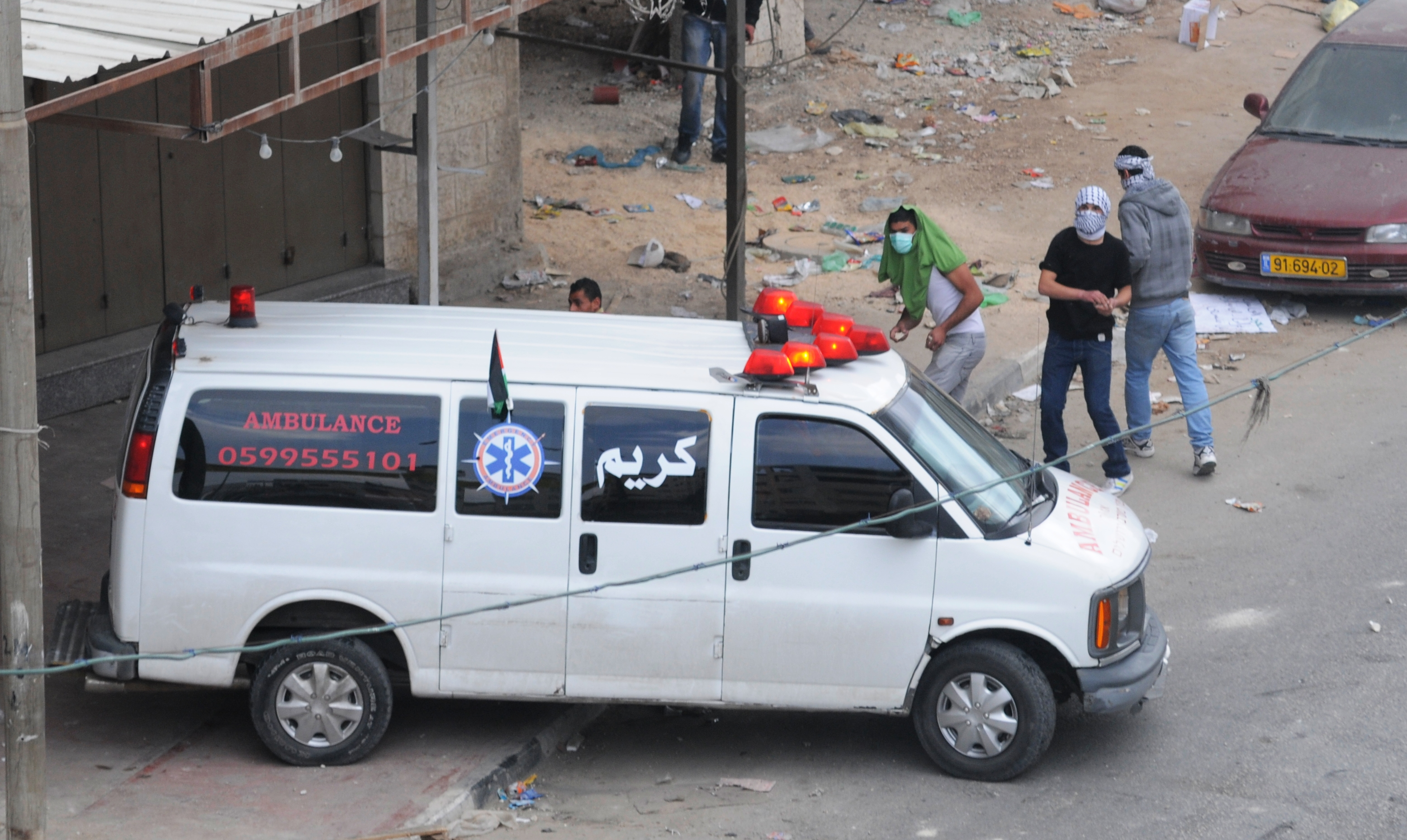
فلسطينيون يرشقون بالحجارة بينما يسترون خلف سيارة إسعاف في قلنديا

في 13 مايو اندلعت الاحتجاجات في جميع أنحاء الضفة الغربية وبشكل أساسي في احتجاجات الجمعة الأسبوعية ضد الجدار الفاصل. بالقرب من قرية النبي صالح اشتبك عشرات الفلسطينيين واليساريين الإسرائيليين والناشطين الأجانب مع قوات الجيش الإسرائيلي الذين قالوا إنهم فرقوا بسبب إلقاء الحجارة. أبلغ المتظاهرون عن 10 إصابات. ووقعت احتجاجات مماثلة في نعلين وأم سلمونة جنوب بيت لحم حيث قُبض على ستة أشخاص وأغلقت المنطقة بواسطة الجيش الإسرائيلي. كما تم تنظيم مظاهرة بالقرب من بلعين.
قام المتظاهرون الفلسطينيون بمسيرة على حاجز قلنديا في 15 مايو. وكان المنظمون قد عقدوا من قبل ندوات حول استراتيجيات المقاومة اللاعنفية للتحضير لمسيرة على حاجز قلنديا في 15 مايو. تم اعتقال العديد منهم على أيدي شرطة السلطة الفلسطينية في الشهر الذي سبق تاريخ الاحتجاج. شارك في الاحتجاج الذي بدأ في حوالي الساعة 10:30 صباح يوم 15 مايو. شارك في الاحتجاجات التي بدأت في حوالي الساعة 10:30 صباح يوم 15 مايو. شارك أكثر من 1000 متظاهر في مخيم قلنديا للاجئين حتى قرى. وصلت إلى مسافة 100 متر من نقطة التفتيش، حيث استخدمت القوات الإسرائيلية الغاز المسيل للدموع لتفريقهم. استمرت المواجهة التي استمرت أكثر من سبع ساعات بين الجنود الإسرائيليين وحوالي 100 من المحتجين الفلسطينيين الذين ألقوا الحجارة بينما أطلقت القوات الإسرائيلية الغاز المسيل للدموع والرصاص المطاطي. ركض الضباط الإسرائيليون السريون الذين يرتدون ملابس مدنية وهم يحملون مسدسات إلى الحشود من وقت لآخر وقاموا بالاعتقالات. في عدة حوادث، اختبأ الفلسطينيون خلف سيارات الإسعاف أثناء إلقائهم الحجارة. أصيب أكثر من 80 فلسطينيًا، بينهم ثلاثة من المسعفين، وتم نقل 20 آخرين إلى المستشفى. قال الدكتور سامي دار نخلة إن الجيش الإسرائيلي كان يستخدم شكلاً جديدًا من الغازات المسيلة للدموع التي تسببت في نوبات من عدم الوعي، وأشار إلى أن آخر مرة رأى فيها الكثير من الضحايا في يوم واحد كانت خلال الانتفاضة الثانية.
تظاهر ما بين 500 و 600 فلسطيني نحو معبر إيرز على الحدود بين إسرائيل وقطاع غزة. أطلقت قوات الجيش الإسرائيلي النار على المجموعة بشكل متقطع على مدار عدة ساعات بالدبابات والمدافع الرشاشة وقنابل الغاز والقنابل الصوتية، مما أسفر عن مقتل أحد المتظاهرين وإصابة أكثر من 80. وقال الجيش الإسرائيلي إنه أطلق النار على أرجل المحتجين الذين كانوا يقتربون من السياج. الجرحى 31 طفلاً و 3 صحفيين حضروا المسيرة. أطلقت مجموعة من الشباب الذين تقل أعمارهم عن 18 الذين اقتربوا من سياج عليها من قبل دبابات مما ادى إلى اصابة 15. مجموعة من النساء الفلسطينيات وجاء أيضا في موقع لرمي الحجارة. قيل إن حماس، التي تحكم المنطقة، طلبت من المحتجين الانسحاب من الحدود. في حادث منفصل، قتلت القوات الإسرائيلية خميس صلاح مصلح حبيب، 17 عامًا، في «المنطقة العازلة» عند الحدود بين قطاع غزة وقرب معبر ناحال عوز. قال الجيش الإسرائيلي إن القوات فتحت النار على رجل فلسطيني يشتبه في أنه وضع متفجرات على السياج الحدودي بين إسرائيل وقطاع غزة بالقرب من ناحال عوز.

### سوريا
في سوريا تم تنظيم المظاهرات عبر الهاتف والإنترنت من قبل اللاجئين الفلسطينيين وكان معظمهم من طلاب الجامعات بمعزل عن أي فصيل سياسي خرجوا استجابة لدعوة صفحة «الانتفاضة الفلسطينية الثالثة» على فيس بوك. تجمع المتظاهرون بالقرب من خط وقف إطلاق النار الإسرائيلي السوري ولوحوا بالأعلام الفلسطينية. أوقفت الشرطة السورية الموجة الأولى من المتظاهرين، الذين تم تجاوزهم في وقت لاحق عندما وصلت مجموعة ثانية. اقترب نحو 1000 متظاهر من السياج، وهرع نحو 300 طفل، نحو الجدار. تمكن البعض من اختراق الحدود والدخول إلى الجانب الإسرائيلي من خط وقف إطلاق النار. كانت الدورية العسكرية الإسرائيلية الوحيدة التي طغت على النار وفتحت النار على المتظاهرين الذين ألقوا الحجارة على القوات الإسرائيلية. قتل أربعة متظاهرين وأصيب العشرات. القتلى هم لاجئون فلسطينيون: قيس أبو الهيجاء من عين حوض، بشار علي الشهابي من لوبيا، سامر خرطبيل من طبريا، وعبادة زغموط من صفصاف. تم اعتقال واحتجاز اثنين من المتظاهرين، لكن أعيدوا إلى سوريا. حوالي عشرة جنود إسرائيليين أصيبوا برشق الحجارة أثناء الاشتباكات، وأصيبوا بجروح خفيفة إلى متوسطة. وكان من بين المصابين القائد الإسرائيلي العقيد إشكول شكرون، الذي أصيب في وجهه.
تمكن أكثر من مائة متظاهر من تجاوز السياج ودخول بلدة مجدل شمس العربية الدرزية. تجمع السكان العرب في مرتفعات الجولان، والذين ما زال العديد منهم يحملون الجنسية السورية، بالقرب من السياج عندما سمعوا الطلقات ورحبوا بأولئك الذين دخلوا مجدل شمس وقدموا لهم الطعام والشراب. عاد المتظاهرون في النهاية إلى سوريا بعد المفاوضات وقامت الشرطة بتمشيط المنطقة بحثًا عن أي متسللين إضافيين. تمكن متظاهر واحد على الأقل، حسن حجازي وهو لاجئ فلسطيني يبلغ من العمر 28 عامًا من الوصول إلى وسط إسرائيل برفقة نشطاء سلام عرب وإسرائيليين، ووصل إلى تل أبيب بالحافلة، حتى أنه كان جالسًا بجانب الجنود الإسرائيليين. بعد العثور على منزل عائلته القديم في يافا سلم نفسه في مركز للشرطة، وقال إنه حقق طموحًا مدى الحياة.

## أحداث يوم النكبة الأخرى

### إسرائيل والأراضي الفلسطينية
في 13 أيار اشتبك السكان الفلسطينيون في القدس مع قوات الأمن الإسرائيلية، وألقوا الحجارة وقنابل المولوتوف. تم إطلاق النار على أحد المتظاهرين ويدعى ميلاد سيد عياش في حي سلوان من قبل قوات الأمن الإسرائيلية أو حارس أمن خاص وتوفي في المستشفى في اليوم التالي. أصيب حوالي 30 متظاهراً وأربعة من ضباط الشرطة والدرك خلال الاشتباكات وتم اعتقال 70 فلسطينياً.
في 14 مايو مر موكب جنازة ميلاد سعيد عياش عبر سلوان حيث ألقى بعض المشاركين الحجارة على المنازل اليهودية. كما ألقى الفلسطينيون الحجارة على الشرطة والمركبات التي تحمل الأعلام الإسرائيلية ليوم الاستقلال في القدس الشرقية. أصيب خمسة من ضباط الشرطة برشق الحجارة، ونقل أحدهم إلى المستشفى. اعتقلت قوات الأمن 13 فلسطينيا. وفي مدينة قلنساوي العربية الإسرائيلية، ألقى السكان الحجارة على الشرطة. حضر ما لا يقل عن 1000 من العرب واليهود من جميع أنحاء إسرائيل موكبًا في يافا، يسيرون في الشارع الرئيسي في يافا إلى حديقة في حي العجمي، حيث أقيمت مسيرة وحفلة من قبل فرقة الهيب هوب العربية - الإسرائيلية (دام). ولوح المتظاهرون بالأعلام والعلامات الفلسطينية، ورددوا بصوت عال شعارات مؤيدة للفلسطينيين وقوميين عرب ومعادين لإسرائيل. كان هناك وجود صغير للغاية للشرطة، ولم تكن هناك احتجاجات مضادة. منعت الشرطة حركة المرور من الوصول إلى المظاهرة. ومع ذلك، وقع حادث بسيط قبل المظاهرة عندما وصلت مجموعة من المتظاهرين إلى المتنزه في تل أبيب وغادروا حافلتهم وهم يلوحون بالأعلام الفلسطينية، مما دفع المارة إلى البصق عليها ولعنها. ورد المتظاهرون بالافتراءات وعادوا إلى الحافلة.

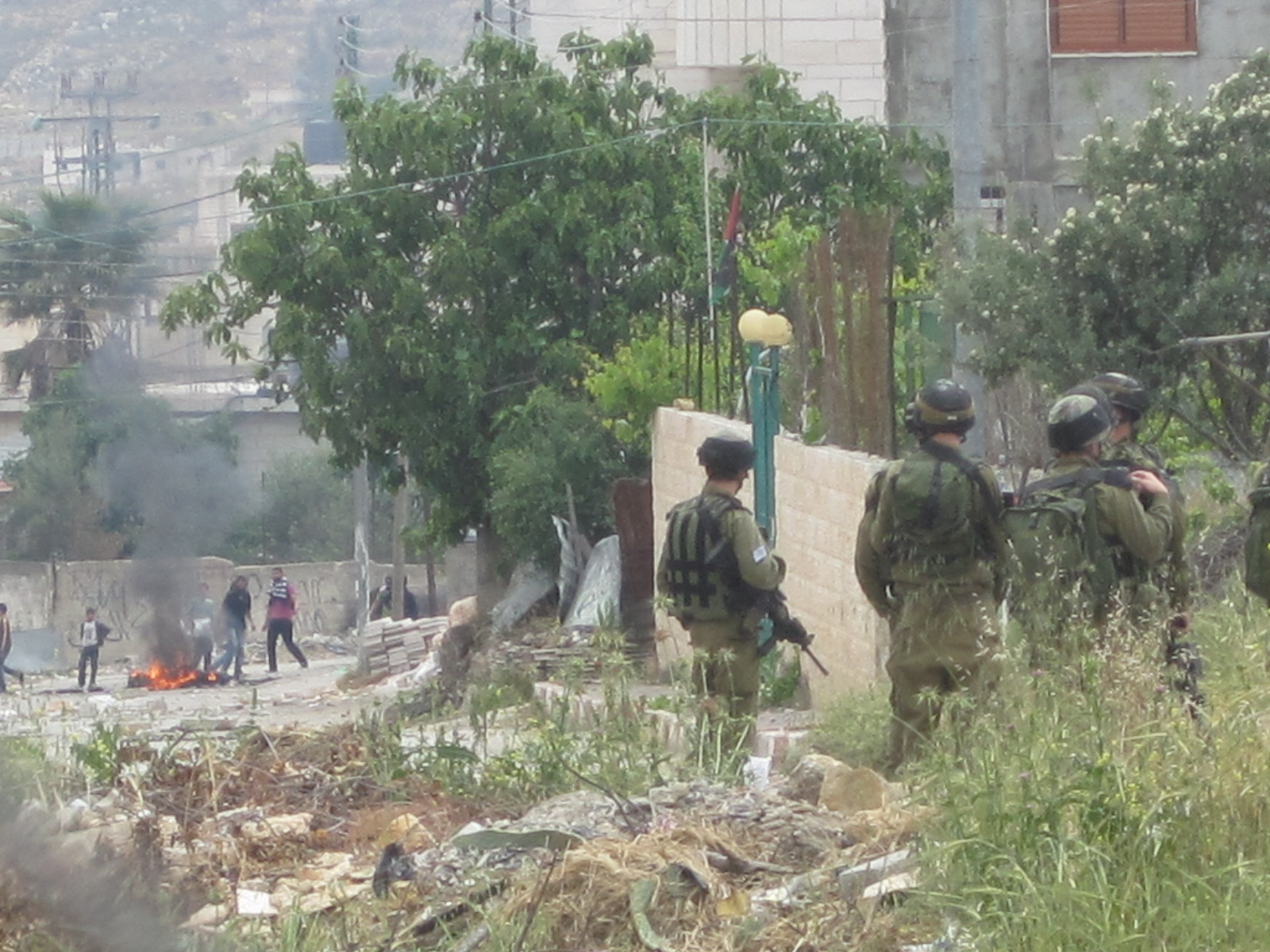
جنود إسرائيليون ومتظاهرون فلسطينيون في مخيم العروب

في 15 أيار / مايو اشتبك مئات الفلسطينيين مع قوات الدفاع الإسرائيلية وقوات الشرطة عند نقطة تفتيش قلنديا وفي جميع أنحاء القدس، مع العشرات من الحجارة. وأصيب أربعة من ضباط الشرطة بجروح طفيفة في عدة حوادث. كما ألقيت ثلاثة زجاجات حارقة عند البوابة الخلفية لمستشفى هداسا في جبل سكوبس. وردت قوات الأمن بإجراءات للسيطرة على الحشود، واعتقلت 36 متظاهراً. تم القبض على العديد من الضباط السريين. أغلقت السلطات الإسرائيلية البلدة القديمة في القدس لمنع التجمعات الكبيرة. أغلق أصحاب المحال التجارية في الحيين الإسلامي والمسيحي متاجرهم احتفالاً بالإضراب لإحياء ذكرى يوم النكبة. قُبض على ثلاثة فلسطينيين في البلدة القديمة بعد أن هددوا أصحاب الأعمال المحليين بالمشاركة في الإضراب.
في الساعة 12 ظهراً تم إطلاق صفارة إنذار مدتها 63 ثانية في جميع أنحاء الضفة الغربية للاحتفال بمرور 63 عامًا على النكبة. في ساحة المنارة في رام الله، حضر تجمع نظمته السلطة الفلسطينية للاحتفال بيوم النكبة الآلاف من الناس الذين كانوا يلوحون بالأعلام الفلسطينية والأعلام السوداء، وأحرقوا الأعلام الإسرائيلية، وشاهدوا الحفلات الموسيقية. في مظاهرة أخرى شارك فيها الآلاف بالقرب من ضريح الرئيس الفلسطيني الراحل ياسر عرفات، ألقى رئيس شؤون اللاجئين في منظمة التحرير الفلسطينية خطابًا تعهد فيه بأن القيادة الفلسطينية لن تتخلى عن حق اللاجئين في العودة. عند مدخل جامعة بيرزيت القريبة، أحرق الطلاب الفلسطينيون إطارات السيارات ورشقوا الجنود الإسرائيليين الذين كانوا يحرسون نقطة تفتيش عطارة بالحجارة. وردت القوات الإسرائيلية بإطلاق الرصاص المطاطي وقنابل الغاز المسيل للدموع، مما أسفر عن إصابة 30 محتجًا حسب الهلال الأحمر الفلسطيني.
قام حوالي 100 من سكان الخليل بإطلاق 200 بالون أسود لإحياء ذكرى النكبة في وسط المدينة في مظاهرة نظمتها فتح. فرقت القوات الإسرائيلية المتظاهرين. أصيب عشرة متظاهرين، وعانى 18 آخرون من استنشاق الغاز المسيل للدموع. أثناء المظاهرة، قام المستوطنون الإسرائيليون من كريات أربع بإلقاء أربعة قنابل مولوتوف على منزل في الخليل بينما كان 30 من أفراد الأسرة والمراقبين الأوروبيين بداخلها. في مخيم الفوار للاجئين القريب، اشتبكت القوات الإسرائيلية مع متظاهرين فلسطينيين، حيث عانى ستة من استنشاق الغاز المسيل للدموع. تظاهر الفلسطينيون أيضًا بالقرب من كتلة الاستيطان الإسرائيلية في غوش عتصيون. ألقت قوات الأمن التابعة للسلطة الفلسطينية القبض على بعض المتظاهرين، بينما سمحت للاحتجاجات الأخرى دون عقبات.
في أعقاب أحداث يوم النكبة دعت الفصائل الفلسطينية في الضفة الغربية إلى إضراب عام لمدة ساعتين حدادا على المتظاهرين الذين قتلوا.

### هجوم شاحنة تل أبيب
في تل أبيب قُتل رجل إسرائيلي وأصيب 17 شخصًا عندما صدم إسلام عيسى وهو سائق شاحنة إسرائيلي عربي من كفر قاسم عدة سيارات على 2 كيلومتر (1.2 ميل) قسم الطرق السريعة على طول شارع بار ليف. تم القبض على عيسى وتوجيه الاتهام إليه.
تمت محاكمة عيسى في محكمة تل أبيب الجزئية بتهمة القتل وست تهم بمحاولة القتل والاعتداء وتعريض حياة البشر للخطر. في 19 يوليو 2012، تم إدانته وحكم القضاة بالإجماع. في 14 نوفمبر 2012، حُكم على عيسى بالسجن مدى الحياة و 40 سنة إضافية. كما أُمر بدفع مبلغ 258000 شيكل إسرائيلي لعائلة الرجل الذي قُتل و 230.000 شيكل إضافي لبقية الضحايا.

## الموقف الدولي
- صرحت إسرائيل بأن المتظاهرين ارتكبوا توغلًا «خطيرًا»، بحجة أن «سوريا دولة بوليسية. المتظاهرون لا يقتربون بشكل عشوائي من الحدود دون موافقة مسبقة من الحكومة المركزية»، وأن المظاهرات كانت «استفزازًا إيرانيًا، على حد سواء الحدود السورية واللبنانية، لمحاولة استغلال احتفالات يوم النكبة».[3] قدمت إسرائيل شكوى ضد سوريا ولبنان إلى الأمم المتحدة، مشيرة إلى انتهاكات حدودها بدعم مزعوم من السلطات السورية.[9]
- حثت إيران الأمم المتحدة على اتخاذ "إجراءات جادة وحازمة" ضد "الأعمال الإجرامية الأخيرة التي ارتكبها النظام الصهيوني ومقتل شعوب الدول الإقليمية"، بأن قتل الأشخاص الذين نظموا مظاهرات سلمية أضاف "وصمة عار سوداء" أخرى على "البغيض" سجل النظام الصهيوني "، وأنه أضاف إلى إسرائيل" قائمة طويلة من الجرائم ".[52]
- تقدم لبنان بشكوى إلى مجلس الأمن التابع للأمم المتحدة بشأن «قتل وجرح مدنيين»، زاعمًا أن تصرفات إسرائيل تشكل «عملاً عدائيًا» وانتهاكًا للسيادة اللبنانية وقرارات الأمم المتحدة، وحث مجلس الأمن على الضغط على إسرائيل لوقف «سياساتها العدائية والاستفزازية ضد لبنان» و «تحميلها المسؤولية عن قتل المدنيين».[53][54]
- أدانت سوريا أفعال إسرائيل مشيرة إلى أفعالها بأنها «أنشطة إجرامية». قالت وزارة الخارجية السورية إن إسرائيل «ستضطر إلى تحمل المسؤولية الكاملة» عن أفعالها، داعية المجتمع الدولي إلى تحميل إسرائيل المسؤولية، وتزعم أن «الكفاح الفلسطيني الشعبي» كان نتيجة «تجاهل إسرائيل المستمر للمؤسسات الدولية» و «نهب» الحقوق والأراضي الفلسطينية.[55] قدمت سوريا شكوى إلى مجلس الأمن التابع للأمم المتحدة، تحثها على «تحمل المسؤولية والضغط على إسرائيل لوقف سياستها العدوانية والاستفزازية تجاه لبنان».[56]
- أعربت المملكة المتحدة عن قلقها العميق ودعت جميع الأطراف إلى ممارسة ضبط النفس وحماية الحياة المدنية في بيان صادر عن وزارة الخارجية البريطانية والكومنولث. وقال البيان أيضا «هذه التطورات تجعل من الواضح أكثر من أي وقت مضى أن هناك حاجة ماسة إلى حل دائم وشامل للنزاعات في المنطقة ولن يتحقق إلا من خلال التفاوض».[57]
- أعربت الولايات المتحدة عن أسفها للقتلى لكن لإسرائيل الحق في تأمين حدودها وجيرانها يتحملون مسؤولية منع هذه الأنشطة، وحثوا على ضبط النفس إلى أقصى حد. كما اتهمت الولايات المتحدة سوريا بالتحريض المتعمد لإسرائيل لصرف الانتباه عن القمع الحكومي على المتظاهرين المدنيين في سوريا.[9]

## روابط خارجية
- "النكبة - كل ما تحتاج لمعرفته حول يوم النكبة